# Born Again (Warrant)
Born Again è il settimo album in studio del gruppo musicale statunitense Warrant, pubblicato il 31 marzo 2006 dalla Cleopatra Records.

## Il disco
Il disco è il primo registrato senza Jani Lane, sostituito dall'ex cantante dei Black 'N Blue, Jaime St. James. L'album segna inoltre il ritorno dei membri storici Joey Allen e Steven Sweet, che non suonavano col gruppo dai tempi di Dog Eat Dog. Lane ritornerà per un breve periodo in occasione di un tour seguente, prima di abbandonare definitivamente a favore dell'ex cantante dei Lynch Mob, Robert Mason.
La pubblicazione del disco è stata accompagnata dal DVD Born Again: Delvis Video Diaries, contenente filmati dietro le quinte e videoclip di tutti i brani presenti nell'album.

## Tracce
1. Devils Juice – 3:27 (Erik Turner, Jaime St. James)
2. Dirty Jack – 4:01 (Jerry Dixon)
3. Bourbon County Line – 3:51 (Dixon, Turner, St. James)
4. Hell, CA – 4:20 (Dixon, St. James)
5. Angels – 4:32 (Dixon)
6. Love Strikes Like Lightning – 3:56 (Dixon)
7. Glimmer – 3:31 (Joey Allen, Dixon, Turner, St. James)
8. Roller Coaster – 2:48 (St. James)
9. Down in Diamonds – 3:59 (Dixon, Turner)
10. Velvet Noose – 3:01 (Dixon, Turner)
11. Roxy – 3:16 (St. James)
12. Good Times – 4:09 (Dixon)

## Formazione
- Jaime St. James – voce
- Joey Allen – chitarra
- Erik Turner – chitarra
- Jerry Dixon – basso
- Steven Sweet – batteria